# Mont Chiran
Mont Chiran – szczyt w Préalpes de Provence, części Alp Zachodnich. Leży w południowo-wschodniej Francji w regionie Prowansja-Alpy-Lazurowe Wybrzeże niedaleko Blieux. Na szczycie znajduje się obserwatorium astronomiczne.